# ماريو رينالدي
ماريو رينالدي (بالإيطالية: Mario Rinaldi)‏ هو متسابق دراجات نارية إيطالي، ولد في 17 مارس 1966 في بلدة روفاتو في إيطاليا.